# 同色灯心草
同色灯心草（学名：Juncus concolor）是灯心草科灯心草属的植物，其种加词“concolor”意为“同色的”。中国特有植物。分布于中国大陆的云南省等地，生长于海拔2,600米至3,000米的地区，多生于山地，目前尚未由人工引种栽培。